# Recep İvedik 4
Recep İvedik 4 ist ein türkischer Spielfilm des Regisseurs Togan Gökbakar aus dem Jahr 2014. Die Produktion stellt den vierten Teil der Recep-İvedik-Reihe dar. Der Film spielte 72.103.216,88 Türkische Lira ein.

## Handlung
Recep Ivedik ist ein Fußballtrainer der Kinder in der Nachbarschaft. Von Kindheit an spielte er an diesem Ort Fußball, aber natürlich wurde das Grundstück an einen Bauträger verkauft, der an diesem Ort Villen baute. Er weiß, dass dieser Kurs für Kinder sehr wertvoll ist und beschließt, das Land vom Eigentümer zu kaufen, aber der Preis ist hoch und er hat nicht genug Geld. Nach erfolglosen Versuchen, einen Kredit von einer Bank zu bekommen, stößt er zufällig auf eine Casting-Werbung für Survivor mit einem Preisgeld von 500.000 türkischen Lira und beschließt mitzumachen.

## Rezeption
„[…] Weiteres Sequel der Plotte um einen türkischen Tagedieb, der als übergewichtiges Faktotum in einer Fernsehsendung gegen die Reichen und Schönen antritt, um mit der Gewinnprämie den Bolzplatz der von ihm trainierten Kindermannschaft vor der Bebauung zu retten. Der tumbe, pubertär überzogene Humor des Films garantiert jede Menge politisch inkorrekter Motive, die zu derben Schenkelklopfern ausgewalzt werden. In der enorm erfolgreichen Symbolfigur des Titelhelden spiegelt sich die wachsende Kluft der türkischen Gesellschaft, in der es zwischen der männlichen Unterschicht und den bürgerlichen Modernisierungsgewinnern immer weniger Verbindendes zu geben scheint.“